# Diocesi di Avitta Bibba
La diocesi di Avitta Bibba (in latino Dioecesis Avittensis) è una sede soppressa e sede titolare della Chiesa cattolica.

## Storia
Avitta Bibba, identificabile con le rovine di Bou-Ftis nell'odierna Tunisia, è un'antica sede episcopale della provincia romana dell'Africa Proconsolare, suffraganea dell'arcidiocesi di Cartagine.
A questa sede potrebbero appartenere due vescovi. Un Tertullus Abitensis episcopus partecipò al concilio di Cabarsussi, tenuto nel 393 dai massimianisti, setta dissidente dei donatisti, e ne firmò gli atti; di lui parla sant'Agostino nell'Esposizione sui salmi. Alla conferenza di Cartagine del 411, che vide riuniti assieme i vescovi cattolici e donatisti dell'Africa, partecipò Honoratus Abiddensis, il quale dichiarò di non avere competitori donatisti nella sua diocesi.
Dal 1933 Avitta Bibba è annoverata tra le sedi vescovili titolari della Chiesa cattolica; dal 2 febbraio 2016 il vescovo titolare è Christudas Rajappan, vescovo ausiliare di Trivandrum.

## Cronotassi

### Vescovi
- Tertullo † (menzionato nel 393)
- Onorato † (menzionato nel 411)

### Vescovi titolari
- Arturo Salazar Mejía, O.A.R. † (14 ottobre 1965 - 3 gennaio 1977 nominato vescovo di Pasto)[4]
- Victor de la Peña Pérez, O.F.M. † (17 dicembre 1982 - 1º luglio 2015 deceduto)
- Christudas Rajappan, dal 2 febbraio 2016